# Irène Tunc
Irène Tunc (ur. 25 września 1935 w Nord, zm. 16 stycznia 1972 w Wersalu) – francuska aktorka filmowa oraz modelka.

## Życiorys
Irène Tunc urodziła się 25 września 1935 roku w departamencie Nord. W 1954 roku została zwyciężczynią konkursu piękności na Miss Francji. Była żoną reżysera filmowego Alaina Cavaliera. Tunc zmarła 16 stycznia 1972 roku w Wersalu, ginąc w wypadku samochodowym. Wystąpiła w ponad 30 filmach w latach 1955-1971.

## Wybrana filmografia
- 1955: Bravissimo jako Dominique
- 1961: Ksiądz Leon Morin jako Christine Sangredin
- 1961: Żyć, aby żyć jako Mireille
- 1968: Zawirowania serca jako Diane
- 1968: Kocham Cię, kocham Cię jako Marcelle Hannecart
- 1971: Dwie Angielki i kontynent jako Ruta